# 精神疾患否定
精神疾患否定（せいしんしっかんひてい）または精神障害否定（せいしんしょうがいひてい）とは、精神疾患や精神障害の存在を否定する、否認主義の一つの形態である。真剣な分析者と疑似科学に基づく活動家の両方が、特定の精神障害の存在に疑問を唱えている。
精神医学においては、患者の精神的な健康状態を理解するのに個人が使用できる方法は洞察が中心であり、患者自身が自身の精神的な健康状態に気づくことのできない状態は病態失認と呼ばれる。心理学の特定の分析者は、精神疾患否定は通常、自己愛損傷によって引き起こされるコーピングの一種であると主張している。
職業的な研究者の中にも、少数派ではあるがうつ病などの精神疾患を当人の脳の影響により発生するものではなく、社会的・文化的な視点から作り出されるものであると主張し、その対処方法は社会の中での機能不全を矯正することにあると主張している者がいる。

## 洞察
精神医学においては、洞察とは患者の精神的な健康状態を理解するための個人の能力のことをいう。また、病態失認とは患者本人が自身の精神的な健康状態に気づくことができないことをいう。
エリン・サックスは、患者の病態失認を徹底的に調査することが、精神疾患否定を乗り越え他の問題への洞察を行うことを助けるためにより良い手段となる可能性があると主張している。精神疾患否定の主な原因は自己愛損傷または否認主義である。否認主義に陥っている人間は、自身にとって心理的に不快に感じられる事実を否定しようと試み、それを合理化しようと試みる。このような否認主義への衝動は、やはり更なる自己愛損傷によって引き起こされるのである。自己愛は、本人が精神疾患などの理由により「自分は傷つけられやすい」「自分は弱い」「自分は他人に圧倒された」のように感じるようになると傷つくのである 。

### 運動選手
複数の研究は、オーバートレーニングを行った選手はうつ病の症状を示す可能性があることを明らかにしているが、多くの アスレティックトレーナーや心理学者はこのことを否定しており、その結果、選手は適切な医学的治療を受けることができていない。患者はうつ病の存在を否定し、自身の実力不足が原因であったと自責の念を抱く結果、実力不足を克服しようと更に努力するため、うつ病の症状がより悪化する。このような否定はオーバートレーニングに対して生物心理社会モデルを適用するための障害としても働く。

## 精神疾患の診断への学術的な批判
何人かの学者は、精神疾患の診断は気まぐれなものになっているとして批判している。トーマス・サズは、精神疾患は社会的な構造によるものであると主張している。サズは、精神医学は社会統制であり、政治的な抑圧のための仕掛けであると考えている。サズは、1961年に『精神疾患の神話』という書籍を出版した。

## 社会

### インド
インドでは精神疾患否定は一般的な問題となっている。実際に、インド人の10人に1人のメンタルヘルスが正常ではないにもかかわらず、多くのインド人は精神疾患を「感傷的なものであり、新しい時代のくだらないものである」と考えている。